# Associazione Sportiva Cittadella 2018-2019
Questa voce raccoglie le informazioni riguardanti l'Associazione Sportiva Cittadella nelle competizioni ufficiali della stagione 2018-2019.

## Stagione
Il Cittadella, nella stagione 2018-2019, disputa il suo dodicesimo campionato di Serie B e partecipa alla Coppa Italia, a partire dalle fasi preliminari.
Nella sessione estiva di calciomercato vengono acquistati a titolo definitivo Maniero dal Palermo, Ghiringhelli dal Reggiana, Scappini dalla Cremonese, Panico dal Genoa, Branca dal Vejle, Bussaglia dal Santarcangelo, Rizzo dal Trapani, Frare dal Pontedera, Dalla Bernardina dall'Inter, Malcore dal Carpi, Drudi dal Trapani, Proia dallo Spezia e Cancellotti dal Brescia. In prestito arriva Finotto dalla SPAL. Tornano al Cittadella, al termine del periodo in prestito, Corasaniti dal Clodiense, Bizzotto dalla Viterbese, Camigliano dal Cosenza e Maronilli dalla Pro Vasto.
Vengono invece ceduti a titolo definitivo Kouamé al Genoa, Alfonso al Brescia, Corasaniti al Union Feltre, Caccin al Renate, Bartolomei allo Spezia, Arrighini al Carpi, Salvi al Palermo, Pezzi al Carpi e Chiaretti al Foggia. Vengono ceduti in prestito Fasolo alla Virtus Verona e Varnier all'Atalanta. Sempre dall'Atalanta, torna dopo il termine del prestito Vido, mentre vengono svincolati dal Cittadella Iunco, Pelagatti, Liviero e Lora.
In Coppa Italia dopo due vittorie, in casa contro il Monopoli e in trasferta contro l'Empoli, il Cittadella si ferma al quarto turno, a seguito della sconfitta esterna per uno a zero con il Benevento.
Durante la sessione invernale di calciomercato, il Cittadella cede a titolo definitivo Scaglia al Monza, Bizzotto al Cartigliano e Strizzolo alla Cremonese. Acquista invece Davide Diaw dall'Entella, Moncini dalla SPAL e Parodi dalla Feralpisalò. Cede in prestito Malcore alla Fermana e Dalla Bernardina all'Olbia.
Al termine della stagione regolare, piazzandosi al 7º posto complessivo il Cittadella accede ai play-off per la Serie A. Dopo aver superato Spezia e Benevento si ferma in finale con il Verona, vincendo in casa ma venendo sconfitti nello scontro esterno con un punteggio superiore.

## Divise e sponsor
Il fornitore tecnico, anche per la stagione 2018-2019, è Boxeur Des Rues. Lo sponsor ufficiale è Siderurgica Gabrielli mentre i co-sponsor sono Ocsa, Metalservice, Gavinox e Veneta Nastri. Due nuovi sponsor istituzionali unici per tutta la Serie B: Unibet come Top Sponsor posteriore e Facile ristrutturare sulla manica sinistra come patch.
| Casa | Trasferta | Terza divisa |

## Organigramma societario
Consiglio di amministrazione
- Presidente: Andrea Gabrielli
- Vicepresidente: Giancarlo Pavin
- Amministratore delegato: Mauro Michelini

Direzione
- Direttore generale: Stefano Marchetti
- Amministrazione: Benedetto Facchinato
- Responsabile settore giovanile: Cristian La Grotteria
- Coordinatore settore giovanile: Nicola Maffei
- Responsabile attività di base: Claudio Conte

Segreteria
- Segretario generale: Alberto Toso
- Segretario sportivo: Niccolò Roncato
- Ufficio legale: Avv. Laura Dal Zuffo

Marketing e Ufficio Stampa
- Responsabile marketing: Federico Cerantola
- Marketing e biglietteria: Alberto Carraro
- Responsabile stampa: Davide De Marchi
- Fotografo ufficiale: Massimo Felicetti

Amministrazione
- Responsabile amministrazione: Maurizio Tonin
- Segreteria amministrativa: Daniele Ceccato

Servizi Stadio
- Responsabile biglietteria: Gianfranco Cavallari
- Addetto biglietteria: Francesco Russo
- Responsabili campo: Angelo Sgarbossa, Mariano Campagnaro
- Magazzinieri: Antonio Sgarbossa, Clara Degetto

Sicurezza
- Delegato sicurezza: Arch. Alessandro Bressa
- Vice delegato sicurezza: Arch. Lorenzo Paolocci
- Rappresentante società per relazioni coi tifosi "Supporter Liason Officier": Silvio Bizzotto
- Responsabile impianti/strutture: Ing. Remo Poggiana

Area tecnica e medica
- Allenatore: Roberto Venturato
- Preparatore portieri: Andrea Pierobon
- Collaboratore tecnico: Roberto Musso
- Preparatore atletico: Andrea Redigolo
- Preparatore tecnico: Edoardo Gorini
- Responsabile sanitario: Ilario Candido
- Medico sociale ortopedico: Roberto Bordin
- Osteopata: Massimo Raimondi
- Massaggiatori: Giovanni Pivato, Nicola De Bardi
- Centro fisioterapico: Polimedica Fisio&Sport

## Rosa
Rosa aggiornata al 31 gennaio 2019.
| N. |                   | Ruolo | Calciatore             |
| -- | ----------------- | ----- | ---------------------- |
| 1  | Italia (bandiera) | P     | Alberto Paleari        |
| 3  | Italia (bandiera) | D     | Amedeo Benedetti       |
| 4  | Italia (bandiera) | C     | Manuel Iori (capitano) |
| 5  | Italia (bandiera) | D     | Davide Adorni          |
| 6  | Italia (bandiera) | D     | Filippo Scaglia        |
| 6  | Italia (bandiera) | C     | Luca Parodi            |
| 7  | Italia (bandiera) | C     | Andrea Schenetti       |
| 8  | Italia (bandiera) | C     | Andrea Settembrini     |
| 9  | Italia (bandiera) | A     | Luca Strizzolo         |
| 9  | Italia (bandiera) | A     | Gabriele Moncini       |
| 10 | Italia (bandiera) | A     | Giancarlo Malcore      |
| 11 | Italia (bandiera) | C     | Nicholas Siega         |
| 12 | Italia (bandiera) | P     | Alberto Rosteghin      |
| 13 | Italia (bandiera) | D     | Agostino Camigliano    |
| 15 | Italia (bandiera) | D     | Domenico Frare         |
| 16 | Italia (bandiera) | A     | Giulio Bizzotto        |

| N. |                   | Ruolo | Calciatore                |
| -- | ----------------- | ----- | ------------------------- |
| 17 | Italia (bandiera) | A     | Giuseppe Panico           |
| 18 | Italia (bandiera) | D     | Mirko Drudi               |
| 19 | Italia (bandiera) | A     | Stefano Scappini          |
| 20 | Italia (bandiera) | C     | Simone Pasa               |
| 21 | Italia (bandiera) | C     | Federico Proia            |
| 22 | Italia (bandiera) | P     | Luca Maniero              |
| 23 | Italia (bandiera) | C     | Simone Branca             |
| 24 | Italia (bandiera) | D     | Luca Ghiringhelli         |
| 25 | Italia (bandiera) | C     | Luca Maniero              |
| 26 | Italia (bandiera) | D     | Alberto Rizzo             |
| 27 | Italia (bandiera) | D     | Gabriele Dalla Bernardina |
| 28 | Italia (bandiera) | C     | Andrea Bussaglia          |
| 29 | Italia (bandiera) | D     | Tommaso Cancellotti       |
| 30 | Italia (bandiera) | A     | Mattia Finotto            |
| 32 | Italia (bandiera) | A     | Davide Diaw               |

## Calciomercato

### Sessione estiva(dal 01/07 al 17/08)
| Acquisti | Acquisti                  | Acquisti             | Acquisti               |
| R.       | Nome                      | da                   | Modalità               |
| -------- | ------------------------- | -------------------- | ---------------------- |
| P        | Luca Maniero              | Palermo              | definitivo (50.000 €)  |
| D        | Luca Ghiringhelli         | Reggiana             | definitivo (250.000 €) |
| A        | Stefano Scappini          | Cremonese            | definitivo (400.000 €) |
| A        | Giuseppe Panico           | Genoa                | definitivo (450.000 €) |
| C        | Simone Branca             | Vejle                | definitivo (300.000 €) |
| C        | Andrea Bussaglia          | Santarcangelo        | definitivo (150.000 €) |
| D        | Alberto Rizzo             | Trapani              | definitivo (200.000 €) |
| D        | Domenico Frare            | Pontedera            | definitivo (150.000 €) |
| D        | Gabriele Dalla Bernardina | Inter                | definitivo (25.000 €)  |
| A        | Giancarlo Malcore         | Carpi                | definitivo (400.000 €) |
| D        | Mirko Drudi               | Trapani              | definitivo (150.000 €) |
| C        | Federico Proia            | Spezia               | definitivo (150.000 €) |
| A        | Mattia Finotto            | SPAL                 | prestito               |
| D        | Tommaso Cancellotti       | Brescia              | definitivo (250.000 €) |
| P        | Alberto Rosteghin         | Cittadella giovanili |                        |
| P        | Alberto Corasaniti        | Clodiense            | fine prestito          |
| A        | Giulio Bizzotto           | Viterbese            | fine prestito          |
| D        | Agostino Camigliano       | Cosenza              | fine prestito          |
| D        | Pietro Maronilli          | Pro Vasto            | fine prestito          |

| Cessioni | Cessioni           | Cessioni      | Cessioni                      |
| R.       | Nome               | a             | Modalità                      |
| -------- | ------------------ | ------------- | ----------------------------- |
| A        | Christian Kouamé   | Genoa         | definitivo (2,8 milioni di €) |
| P        | Enrico Alfonso     | Brescia       | definitivo (500.000 €)        |
| P        | Alberto Corasaniti | Union Feltre  | definitivo (50.000 €)         |
| D        | Giacomo Caccin     | Renate        | definitivo (100.000 €)        |
| C        | Paolo Bartolomei   | Spezia        | definitivo (650.000 €)        |
| A        | Andrea Arrighini   | Carpi         | definitivo (600.000 €)        |
| D        | Alessandro Salvi   | Palermo       | definitivo (750.000 €)        |
| D        | Enrico Pezzi       | Carpi         | definitivo (250.000 €)        |
| C        | Lucas Chiaretti    | Foggia        | definitivo (800.000 €)        |
| A        | Giulio Fasolo      | Virtus Verona | prestito                      |
| D        | Marco Varnier      | Atalanta      | prestito                      |
| A        | Antimo Iunco       | svincolato    |                               |
| D        | Carlo Pelagatti    | svincolato    |                               |
| D        | Matteo Liviero     | svincolato    |                               |
| C        | Filippo Lora       | svincolato    |                               |
| A        | Luca Vido          | Atalanta      | fine prestito                 |

### Sessione invernale(dal 02/01 al 31/01)
| Acquisti | Acquisti         | Acquisti    | Acquisti               |
| R.       | Nome             | da          | Modalità               |
| -------- | ---------------- | ----------- | ---------------------- |
| A        | Davide Diaw      | Entella     | definitivo (250.000 €) |
| C        | Gabriele Moncini | SPAL        | definitivo (500.000 €) |
| C        | Luca Parodi      | Feralpisalò | definitivo (300.000 €) |

| Cessioni | Cessioni                  | Cessioni    | Cessioni               |
| R.       | Nome                      | a           | Modalità               |
| -------- | ------------------------- | ----------- | ---------------------- |
| D        | Filippo Scaglia           | Monza       | definitivo (500.000 €) |
| A        | Giulio Bizzotto           | Cartigliano | definitivo (175.000 €) |
| A        | Luca Strizzolo            | Cremonese   | definitivo (450.000 €) |
| A        | Giancarlo Malcore         | Fermana     | prestito               |
| D        | Gabriele Dalla Bernardina | Olbia       | prestito               |

## Risultati
Fonte spettatori:

### Serie B

#### Girone di andata
| Arbitro: | Baroni (Firenze) |

|                                         |           |  |
| Scappini 3’ Schenetti 49’ Strizzolo 89’ | Marcatori |  |

| Arbitro: | Illuzzi (Molfetta) |

|  |           |           |
|  | Marcatori | 80’ Proia |

| Arbitro: | Marini (Roma) |

|                             |           |  |
| Iori 67’ (rig.), 82’ (rig.) | Marcatori |  |

| Arbitro: | Maggioni (Lecco) |

|           |           |  |
| Crimi 48’ | Marcatori |  |

| Arbitro: | Minelli (Varese) |

|  |           |             |
|  | Marcatori | 37’ Asencio |

| Arbitro: | Giua (Olbia) |

|                    |           |               |
| Mancosu 14’ (rig.) | Marcatori | 81’ Strizzolo |

| 6 ottobre 2018 7ª giornata |  | – Turno di riposo Cittadella |  |  |

| Arbitro: | Illuzzi (Molfetta) |

|                                |           |                   |
| Finotto 13’ Cistana 35’ (aut.) | Marcatori | 50’, 69’ Morosini |

| Arbitro: | Sacchi (Macerata) |

|  |           |             |
|  | Marcatori | 57’ Finotto |

| Arbitro: | Massimi (Termoli) |

|          |           |               |
| Iori 29’ | Marcatori | 21’ Chiaretti |

| Padova 3 novembre 2018, ore 15:00 CET 11ª giornata | Padova       | 0 – 0 referto | Cittadella | Stadio Euganeo (7 500 spett.)\| Arbitro: \| Nasca (Bari) \| |
| Arbitro:                                           | Nasca (Bari) |               |            |                                                             |

| Arbitro: | Piccinini (Forlì) |

|                       |           |                                         |
| Finotto 16’, 72’, 83’ | Marcatori | 11’ (rig.) Bentivoglio 18’ (aut.) Drudi |

| Livorno 24 novembre 2018, ore 15:00 CET 13ª giornata | Livorno          | 0 – 0 referto | Cittadella | Stadio Armando Picchi (4 986 spett.)\| Arbitro: \| Baroni (Firenze) \| |
| Arbitro:                                             | Baroni (Firenze) |               |            |                                                                        |

| Arbitro: | Giua (Olbia) |

|                                  |           |            |
| Strizzolo 34’, 61’ Schenetti 53’ | Marcatori | 49’ Rosina |

| Cremona 9 dicembre 2018, ore 15:00 CET 15ª giornata | Cremonese       | 0 – 0 referto | Cittadella | Stadio Giovanni Zini (6 008 spett.)\| Arbitro: \| Ros (Pordenone) \| |
| Arbitro:                                            | Ros (Pordenone) |               |            |                                                                      |

| Arbitro: | Ghersini (Genova) |

|                      |           |               |
| Ardemagni 23’ (rig.) | Marcatori | 17’ Schenetti |

| Arbitro: | Guccini (Albano Laziale) |

|                          |           |                                 |
| Schenetti 34’ Branca 77’ | Marcatori | 27’ Verre 57’ (aut.) Camigliano |

| Arbitro: | Sacchi (Macerata) |

|                                        |           |  |
| Pazzini 10’, 32’, 82’ (rig.) Tupta 90’ | Marcatori |  |

| Arbitro: | Aureliano (Bologna) |

|  |           |              |
|  | Marcatori | 51’ Falletti |

#### Girone di ritorno
| Crotone 19 gennaio 2019, ore 15:00 CET 20ª giornata | Crotone             | 0 – 0 referto | Cittadella | Stadio Ezio Scida (6 015 spett.)\| Arbitro: \| Di Martino (Teramo) \| |
| Arbitro:                                            | Di Martino (Teramo) |               |            |                                                                       |

| Arbitro: | Massimi (Termoli) |

|                                        |           |                      |
| Moncini 49’ Schenetti 53’ Panico 90+1’ | Marcatori | 79’ (rig.) Arrighini |

| Arbitro: | Minelli (Varese) |

|                          |           |  |
| Sciaudone 48’ Tutino 65’ | Marcatori |  |

| Arbitro: | Pillitteri (Palermo) |

|  |           |               |
|  | Marcatori | 76’ Gălăbinov |

| Arbitro: | Di Paolo (Avezzano) |

|          |           |  |
| Coda 40’ | Marcatori |  |

| Arbitro: | Dionisi (L'Aquila) |

|                                  |           |               |
| Moncini 18’, 42’, 58’ Adorni 70’ | Marcatori | 12’ La Mantia |

| 26 febbraio 2019 26ª giornata |  | – Turno di riposo Cittadella |  |  |

| Arbitro: | Ghersini (Genova) |

|  |           |             |
|  | Marcatori | 11’ Finotto |

| Arbitro: | Pezzuto (Lecce) |

|                                     |           |                  |
| Iori 20’ Moncini 32’, 50’ Proia 83’ | Marcatori | 25’ Scognamiglio |

| Arbitro: | Baroni (Firenze) |

|                   |           |                    |
| Mazzeo 81’ (rig.) | Marcatori | 55’ (aut.) Tonucci |

| Arbitro: | Rapuano (Rimini) |

|             |           |             |
| Moncini 74’ | Marcatori | 52’ Capello |

| Arbitro: | Sacchi (Macerata) |

|            |           |              |
| Modolo 60’ | Marcatori | 90+1’ Panico |

| Arbitro: | Marini (Roma) |

|                                                   |           |  |
| Finotto 38’ Schenetti 56’ Moncini 57’, 78’ (rig.) | Marcatori |  |

| Arbitro: | Baroni (Firenze) |

|                               |           |                      |
| Đurić 6’, 59’, 71’ Minala 62’ | Marcatori | 13’ Moncini 19’ Iori |

| Arbitro: | Guccini (Albano Laziale) |

|                     |           |                                        |
| Scappini 65’ (rig.) | Marcatori | 3’ Piccolo 25’ Montalto 90+3’ Carretta |

| Arbitro: | Maggioni (Lecco) |

|                        |           |                             |
| Panico 62’ Moncini 65’ | Marcatori | 35’ Valentini 39’ Ardemagni |

| Perugia 1º maggio 2019, ore 15:00 CEST 36ª giornata | Perugia           | 0 – 0 referto | Cittadella | Stadio Renato Curi (7 679 spett.)\| Arbitro: \| Ghersini (Genova) \| |
| Arbitro:                                            | Ghersini (Genova) |               |            |                                                                      |

| Arbitro: | Pezzuto (Lecce) |

|                               |           |  |
| Diaw 21’ Moncini 32’ Iori 41’ | Marcatori |  |

| Arbitro: | Sacchi (Macerata) |

|                                |           |                     |
| Nestorovski 21’ Trajkovski 23’ | Marcatori | 65’ Diaw 82’ Adorni |

#### Play-off
| Arbitro: | Fourneau (Roma) |

|              |           |                  |
| Maggiore 52’ | Marcatori | 22’, 66’ Moncini |

| Arbitro: | Ghersini (Genova) |

|           |           |                      |
| Proia 10’ | Marcatori | 76’ Insigne 83’ Coda |

| Arbitro: | Sacchi (Macerata) |

|  |           |                                 |
|  | Marcatori | 35’ Diaw 44’ Panico 54’ Moncini |

| Arbitro: | Giua (Olbia) |

|              |           |  |
| Diaw 6’, 80’ | Marcatori |  |

| Arbitro: | Piccinini (Forlì) |

|                                        |           |  |
| Zaccagni 27’ Di Carmine 69’ Laribi 83’ | Marcatori |  |

### Coppa Italia
| Arbitro: | Baroni (Firenze) |

|               |           |  |
| Benedetti 57’ | Marcatori |  |

| Arbitro: | Sacchi (Macerata) |

|  |           |                               |
|  | Marcatori | 16’, 54’ Scappini 65’ Finotto |

| Arbitro: | Dionisi (L'Aquila) |

|                |           |  |
| Bandinelli 77’ | Marcatori |  |

## Statistiche
Statistiche aggiornate al 2 giugno 2019.

### Statistiche di squadra
| Competizione | Punti | In casa | In casa | In casa | In casa | In casa | In casa | In trasferta | In trasferta | In trasferta | In trasferta | In trasferta | In trasferta | Totale | Totale | Totale | Totale | Totale | Totale | D.R. |
| Competizione | Punti | G       | V       | N       | P       | Gf      | Gs      | G            | V            | N            | P            | Gf           | Gs           | G      | V      | N      | P      | Gf     | Gs     | D.R. |
| ------------ | ----- | ------- | ------- | ------- | ------- | ------- | ------- | ------------ | ------------ | ------------ | ------------ | ------------ | ------------ | ------ | ------ | ------ | ------ | ------ | ------ | ---- |
| Serie B      | 51    | 20      | 10      | 5       | 5       | 41      | 22      | 20           | 4            | 10           | 6            | 13           | 23           | 40     | 14     | 15     | 11     | 54     | 45     | +9   |
| Coppa Italia | -     | 1       | 1       | 0       | 0       | 1       | 0       | 2            | 1            | 0            | 1            | 3            | 1            | 3      | 2      | 0      | 1      | 4      | 1      | +3   |
| Totale       | -     | 21      | 11      | 5       | 5       | 42      | 22      | 22           | 5            | 10           | 7            | 16           | 24           | 43     | 16     | 15     | 12     | 58     | 46     | +12  |

### Andamento in campionato
| Giornata  | 1 | 2 | 3 | 4 | 5 | 6 | 7 | 8 | 9 | 10 | 11 | 12 | 13 | 14 | 15 | 16 | 17 | 18 | 19 | 20 | 21 | 22 | 23 | 24 | 25 | 26 | 27 | 28 | 29 | 30 | 31 | 32 | 33 | 34 | 35 | 36 | 37 | 38 |
| --------- | - | - | - | - | - | - | - | - | - | -- | -- | -- | -- | -- | -- | -- | -- | -- | -- | -- | -- | -- | -- | -- | -- | -- | -- | -- | -- | -- | -- | -- | -- | -- | -- | -- | -- | -- |
| Luogo     | C | T | C | T | C | T | - | C | T | C  | T  | C  | T  | C  | T  | T  | C  | T  | C  | T  | C  | T  | C  | T  | C  | -  | T  | C  | T  | C  | T  | C  | T  | C  | C  | T  | C  | T  |
| Risultato | V | V | V | P | P | N | - | N | V | N  | N  | V  | N  | V  | N  | N  | N  | P  | P  | N  | V  | P  | P  | P  | V  | -  | V  | V  | N  | N  | N  | V  | P  | P  | N  | N  | V  | N  |
| Posizione | 1 | 1 | 1 | 2 | 5 | 5 | 7 | 8 | 5 | 7  | 5  | 4  | 4  | 3  | 5  | 5  | 4  | 7  | 8  | 7  | 7  | 8  | 8  | 10 | 8  | 10 | 9  | 7  | 8  | 8  | 9  | 7  | 8  | 8  | 8  | 9  | 7  | 7  |

Fonte:  Serie B, su calcio.com.
Legenda:

Luogo: C = Casa; T = Trasferta. Risultato: V = Vittoria; N = Pareggio; P = Sconfitta.
- = Turno di riposo.

### Statistiche dei giocatori
Sono in corsivo i giocatori che hanno lasciato la squadra a competizioni in corso.
| Giocatore           | Serie B  | Serie B | Serie B     | Serie B    | Coppa Italia | Coppa Italia | Coppa Italia | Coppa Italia | Totale   | Totale | Totale      | Totale     |
| Giocatore           | Presenze | Reti    | Ammonizioni | Espulsioni | Presenze     | Reti         | Ammonizioni  | Espulsioni   | Presenze | Reti   | Ammonizioni | Espulsioni |
| ------------------- | -------- | ------- | ----------- | ---------- | ------------ | ------------ | ------------ | ------------ | -------- | ------ | ----------- | ---------- |
| D. Adorni           | 31       | 2       | 8           | 1          | 2            | 0            | 0            | 0            | 33       | 2      | 8           | 1          |
| A. Benedetti        | 31       | 0       | 8           | 0          | 1            | 1            | 0            | 0            | 32       | 1      | 8           | 0          |
| G. Bizzotto         | -        | -       | -           | -          | -            | -            | -            | -            | -        | -      | -           | -          |
| S. Branca           | 38       | 1       | 9           | 0          | 2            | 0            | 0            | 0            | 40       | 1      | 9           | 0          |
| A. Bussaglia        | 6        | 0       | 0           | 0          | -            | -            | -            | -            | 6        | 0      | 0           | 0          |
| A. Camigliano       | 13       | 1       | 4           | 0          | 2            | 0            | 0            | 0            | 15       | 1      | 4           | 0          |
| T. Cancellotti      | 21       | 0       | 5           | 0          | 2            | 0            | 0            | 0            | 23       | 0      | 5           | 0          |
| G. Dalla Bernardina | 0        | 0       | 0           | 0          | 0            | 0            | 0            | 0            | 0        | 0      | 0           | 0          |
| D. Diaw             | 18       | 5       | 5           | 0          | -            | -            | -            | -            | 18       | 5      | 5           | 0          |
| M. Drudi            | 23       | 1       | 9           | 0          | 1            | 0            | 0            | 0            | 24       | 1      | 9           | 0          |
| M. Finotto          | 29       | 7       | 3           | 1          | 3            | 1            | 0            | 0            | 32       | 8      | 3           | 1          |
| D. Frare            | 23       | 0       | 6           | 0          | 2            | 0            | 1            | 0            | 25       | 0      | 7           | 0          |
| L. Ghiringhelli     | 28       | 0       | 4           | 0          | 2            | 0            | 0            | 0            | 30       | 0      | 4           | 0          |
| M. Iori             | 35       | 6       | 7           | 0          | 2            | 0            | 0            | 0            | 37       | 6      | 7           | 0          |
| G. Malcore          | 5        | 0       | 0           | 0          | 0            | 0            | 0            | 0            | 5        | 0      | 0           | 0          |
| L. Maniero          | 2        | 0       | 1           | 0          | 1            | 0            | 0            | 0            | 3        | 0      | 1           | 0          |
| L. Maniero          | 0        | -0      | 0           | 0          | 1            | -1           | 0            | 0            | 1        | -1     | 0           | 0          |
| G. Moncini          | 22       | 15      | 0           | 0          | -            | -            | -            | -            | 22       | 15     | 0           | 0          |
| A. Paleari          | 41       | -45     | 3           | 0          | 2            | -0           | 0            | 0            | 43       | -45    | 3           | 0          |
| G. Panico           | 27       | 4       | 3           | 1          | 0            | 0            | 0            | 0            | 27       | 4      | 3           | 1          |
| L. Parodi           | 6        | 0       | 3           | 1          | -            | -            | -            | -            | 6        | 0      | 3           | 1          |
| S. Pasa             | 15       | 0       | 0           | 0          | 2            | 0            | 1            | 0            | 17       | 0      | 1           | 0          |
| F. Proia            | 28       | 3       | 6           | 2          | 2            | 0            | 2            | 1            | 30       | 3      | 8           | 3          |
| A. Rizzo            | 8        | 0       | 2           | 1          | 0            | 0            | 0            | 0            | 8        | 0      | 2           | 1          |
| A. Rosteghin        | -        | -0      | -           | -          | -            | -0           | -            | -            | -        | -0     | -           | -          |
| F. Scaglia          | -        | -       | -           | -          | -            | -            | -            | -            | -        | -      | -           | -          |
| S. Scappini         | 21       | 2       | 2           | 0          | 3            | 2            | 0            | 0            | 24       | 4      | 2           | 0          |
| A. Schenetti        | 32       | 6       | 7           | 0          | 2            | 0            | 0            | 0            | 34       | 6      | 7           | 0          |
| A. Settembrini      | 29       | 0       | 10          | 0          | 3            | 0            | 0            | 0            | 32       | 0      | 10          | 0          |
| N. Siega            | 26       | 0       | 8           | 0          | 2            | 0            | 0            | 0            | 28       | 0      | 8           | 0          |
| L. Strizzolo        | 15       | 4       | 3           | 0          | 2            | 0            | 0            | 0            | 17       | 4      | 3           | 0          |